# Erisphex aniarus
Erisphex aniarus är en fiskart som först beskrevs av Thomson, 1967.  Erisphex aniarus ingår i släktet Erisphex och familjen Aploactinidae. Inga underarter finns listade i Catalogue of Life.